# HOFX
HOFX è un EP 12" del gruppo punk rock NOFX, pubblicato nel 1996 da Fat Wreck Chords e che contiene canzoni del periodo dell'album Punk in Drublic. L'edizione è stata limitata a 8 300 copie, di cui 1.000 picture disc e le restanti 7.300 in vinile colorato.

## Tracce
1. We Ain't Shit
2. Drugs Are Good

## Formazione
- Fat Mike - basso e voce
- El Hefe - chitarra e voce
- Eric Melvin - chitarra
- Erik Sandin - batteria